# Città di Gallipoli
Gallipoli Calcio (renomeado Associazione Sportiva Dilettantistica Città di Gallipoli) é um clube de futebol italiano da cidade de Gallipoli. Atualmente disputa a Eccellenza (divisão Apúlia).
Fundado em 1999 como Associazione Calcio Gallipoli, o clube, cujas cores são o vermelho e o amarelo, viveu o ponto mais alto de sua trajetória na temporada 2009-10, quando disputou a Série B italiana, mas o futuro da equipe foi posto em xeque quando o então presidente, Vincenzo Barba, disse que o Gallipoli iria ser vendido sem nenhum custo. Além disto, o Estádio Antonio Bianco foi declarado impedido de receber partidas da Série B, e o Gallipoli mandaria os jogos no Stadio Via del Mare, de propriedade do Lecce.
Mergulhado em crise, os "Galos" amargaram o rebaixamento para a temporada seguinte. Os problemas financeiros vividos pelo time inviabilizaram a princípio a inscrição na Terceira Divisão italiana. Em julho de 2010, a Corte de Lecce declarou a falência do Gallipoli e o recomeço no futebol amador.